# Slaget vid Sentinum
Slaget vid Sentinum utkämpades mellan romerska republiken och samniter, etrusker, umbrier och senoner år 295 f.Kr.  Slaget stod vid staden Sentinum, nära dagens Sassoferrato. Romarna leddes av konsulerna
Decius Mus och Fabius Maximus Rullianus och de hade 40.000 man i 4 legioner, en kavalleri-kontingent, 1.000 elit-kavallerister från Kampanien och fyra allierade. Vid den här tidpunkten i tredje samniterkriget hade etrusker och umbrer återvänt till sina områden för att möta en annan del av den romerska armén, vilket innebar att enbart samniter och senoner fanns vid Sentinum vid tidpunkten för slaget.

## Bakgrund
Sedan samniterna blivit besegrade vid slaget vid Tifernum två år tidigare, nådde de slutsatsen att de inte på egen hand kunde besegra Rom. Därför ingick samniterna i en koalition med  etrusker, senoner och umbrer. Rom försökte förhindra samniterna att nå senonerna i norr och besegrades då vid slaget vid Samerinium. För att avleda etrusker och umbrer skickades delar av den romerska armén att härja i Umbrien och Etrurien, vilket drastiskt minskade antalet stridande på Samniums sida.

## Redogörelse för slaget
De bägge arméerna befann sig vid Sentinum-slätten i två dagar innan romarna inte länge kunde kontrollera sina trupper, som attackerade. De två konsulerna tog sig an de två olika delarna av fiendens armé: Fabius Maximus Rullianus stred mot samniterna och Decius Mus stred mot senonerna. Decius Mus dödades under slaget men Fabius kringgick samniterna på flanken och lyckades därmed vinna slaget. De samniter som överlevde slaget tillfångatogs eller försökte fly. Av de femtusen samniter som flydde dödades tusen av folkslaget peligner som hållit sig lojala med Rom men valt att inte delta i slaget.

## Slagets konsekvenser
Slaget följdes av flera slag innan det tredje samnitiska kriget avslutades.